# Avintia Racing
Avintia Racing é uma equipe de motociclismo da MotoGP, com sede em Madrid. Espanha. 
Atualmente seus pilotos são Tito Rabat e Karel Abraham. usam a motoclicleta Ducati GP18, e pneus Michelin..